# Travis King
Travis Travale King (Estados Unidos; 15 de febrero de 2000) es un soldado del Ejército de los Estados Unidos que cruzó la Línea de Demarcación Militar en el Área de Seguridad Conjunta (JSA) hacia Corea del Norte el 18 de julio del 2023 durante una gira civil por la Zona desmilitarizada de Corea (DMZ). King se enfrentaba a una baja deshonrosa del ejército de los Estados Unidos debido a cargos legales en Corea del Sur, el país en el que estaba destinado en el momento del cruce.
King fue detenido por las autoridades norcoreanas el 18 de julio de 2023 y fue liberado el 27 de septiembre de 2023 a las autoridades estadounidenses. King fue la primera detención conocida de un ciudadano estadounidense por parte de la RPDC desde Bruce Byron Lowrance en noviembre del 2018.

## Vida y educación
King nació el 15 de febrero de 2000 de padre Thomas King y madre Claudine Gates. Creció en Racine, Wisconsin, y asistió a la escuela secundaria Washington Park, donde se graduó en el 2020.
King se alistó en el ejército de los Estados Unidos en enero del 2021. Se convirtió en explorador de caballería y fue asignado al Equipo de Combate de la 1.ª Brigada, 1.ª División Blindada, que llegó a Corea del Sur en febrero del 2022.
El 4 de septiembre de 2022, King no se presentó a su formación diaria en Camp Bonifas. Más tarde fue encontrado en Uijeongbu y afirmó que "se negó a regresar al puesto o a Estados Unidos".
El 25 de septiembre de 2022, King golpeó a un surcoreano en la cara varias veces en un club nocturno de Seúl. La víctima no presentó cargos y el tribunal de Seúl desestimó el caso.
El 8 de octubre de 2022 a las 3:46 hora local (7 de octubre a las 18:46 UTC), King estuvo involucrado en un altercado con lugareños de Corea del Sur en Mapo, Seúl. Cuando los agentes de policía intentaron interrogarlo, continuó con su comportamiento agresivo sin responder a las preguntas de los agentes. Lo colocaron en el asiento trasero de un coche de policía donde gritó groserías e insultos contra los coreanos, el ejército coreano y la policía coreana. También pateó la puerta del vehículo policial varias veces, provocando daños por valor de 584.000 wons (458 dólares estadounidenses). Posteriormente se declaró culpable de agresión y destrucción de bienes públicos y pagó 1 millón de wons (783 dólares estadounidenses) para reparar el vehículo. Debido a este incidente, King se quedó en Corea del Sur cuando su unidad regresó a los Estados Unidos. Luego, King fue adscrito administrativamente al Equipo de Combate de la 2.ª Brigada, 4.ª División de Infantería.

## Detención en Corea del Sur y fuga hacia Corea del Norte

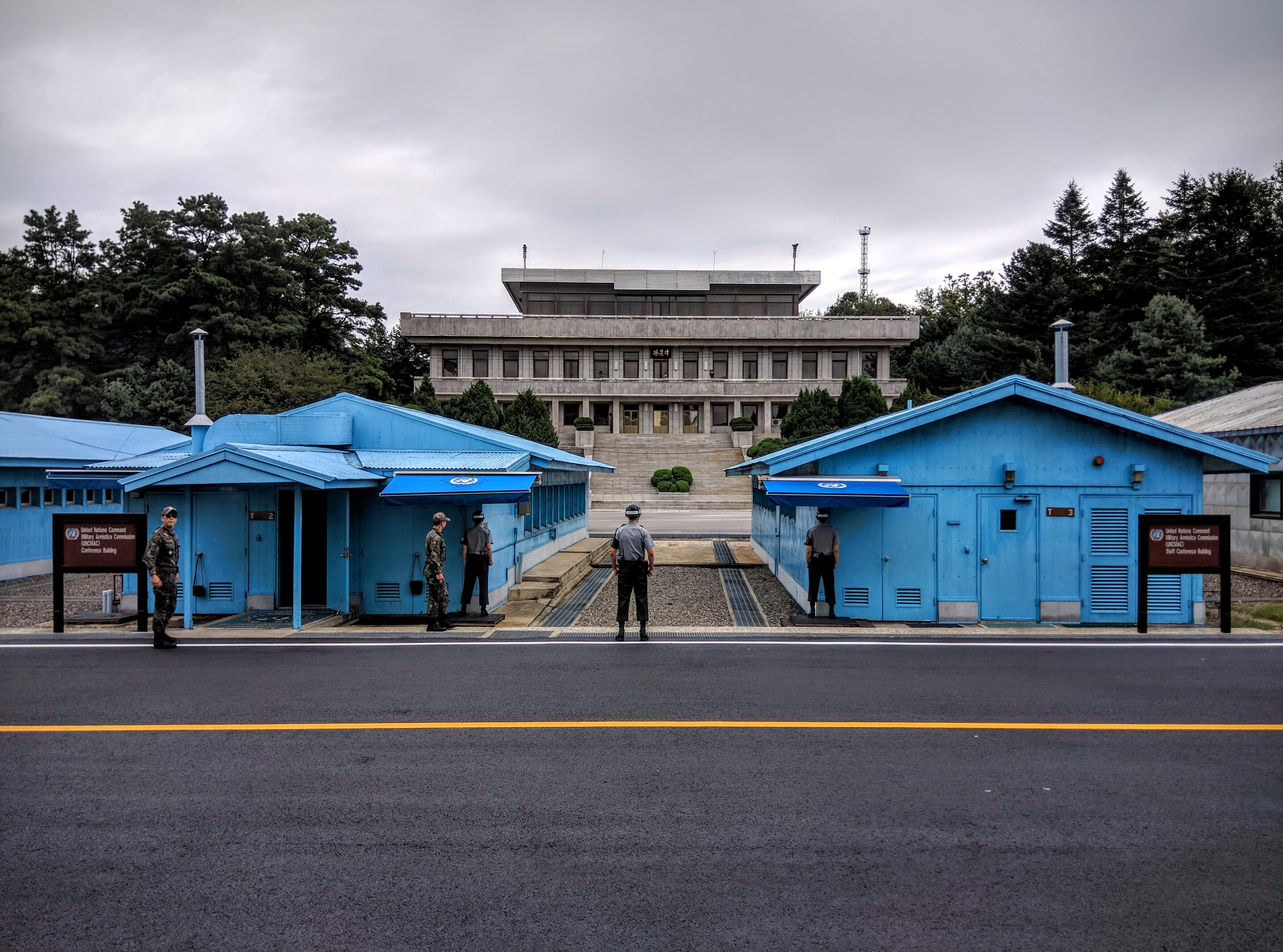
El Área de Seguridad Conjunta vista desde Corea del Sur, lugar de la deserción de King

Tras los cargos de agresión, King recibió una multa de 5 millones de wons (3950 dólares estadounidenses) el 8 de febrero de 2023 por parte del Tribunal del Distrito Occidental de Seúl, que no pagó. Luego estuvo detenido durante 47 días en un centro de detención de Corea del Sur en Cheonan antes de ser liberado el 10 de julio de 2023. Después de su liberación, King pasó una semana en una base militar estadounidense, Camp Humphreys, en Pyeongtaek, bajo observación. Completó el procesamiento fuera de las instalaciones el 17 de julio de 2023 y al día siguiente fue acompañado al Aeropuerto Internacional de Incheon, hasta el puesto de control aduanero. La escolta militar no tenía billete y no se le permitió pasar el puesto de control. Como resultado, King continuó solo hacia la terminal. King iba a abordar un vuelo a Fort Bliss, Texas, por "acciones de separación administrativa pendientes por condena extranjera" en los Estados Unidos, pero en lugar de eso huyó del aeropuerto, acercándose a un empleado de American Airlines y alegando que le faltaba su pasaporte.
Después de salir del aeropuerto, King se unió a un grupo de turistas en un recorrido civil por la Zona Desmilitarizada de Corea (DMZ) en Panmunjom, y el 18 de julio del 2023 a las 15:27 hora local en Corea del Sur (06:27 UTC), cruzó la Línea de Demarcación Militar. (MDL) en el Área de Seguridad Conjunta (JSA) en Corea del Norte. Los testigos afirman que King, vestido de negro, de repente corrió hacia el lado norcoreano de la Línea de Demarcación Militar mientras la gira estaba en curso, haciendo un fuerte ruido de "risa" mientras corría. Los soldados del lado sur persiguieron a King. Se cree que King fue puesto bajo custodia norcoreana después de ser recogido por una camioneta no identificada.
Un portavoz de las Fuerzas de Estados Unidos en Corea declaró que King "cruzó intencionalmente y sin autorización la Línea de Demarcación Militar hacia la República Popular Democrática de Corea (RPDC)", y el 20 de julio de 2023, el Departamento de Defensa de los Estados Unidos declaró que King estaba ausente sin permiso.

## Detención posterior y pedido de liberación
El 24 de julio del 2023, el Comando de las Naciones Unidas declaró que estaban en comunicación con el gobierno de Corea del Norte con respecto a King.
El 1 de agosto, el gobierno de Corea del Norte reconoció la solicitud del Comando de las Naciones Unidas de información sobre King y declaró que estaban investigando el incidente, pero no proporcionó información detallada sobre el estado actual de King en Corea del Norte.
A partir del 4 de agosto de 2023, Estados Unidos se negó a clasificar a King como prisionero de guerra debido a su decisión de cruzar a Corea del Norte por su propia voluntad, vestido de civil.
El 15 de agosto, la Agencia Central de Noticias de Corea, el principal medio de noticias de Corea del Norte, confirmó que King estaba en el país y afirmó que King cruzó ilegalmente al país debido a "maltratos inhumanos y discriminación racial dentro del ejército de los Estados Unidos". KCNA afirmó además que King "expresó su voluntad de buscar refugio en la RPDC o en un tercer país, diciendo que estaba desilusionado por la desigual sociedad estadounidense".

## Expulsión
El 27 de septiembre de 2023, los medios estatales de Corea del Norte informaron que King sería "expulsado" y que sería devuelto a la custodia estadounidense. Más tarde ese día, sin ninguna demanda del gobierno norcoreano, King fue transferido bajo custodia estadounidense en la ciudad fronteriza china de Dandong y luego trasladado en avión a la base aérea de Osan en Corea del Sur.
Posteriormente, King fue trasladado en avión al Kelly Field en la Base Conjunta San Antonio-Fort Sam Houston en Texas, y llegó el jueves alrededor de la 1:30 a. m., hora del Este. Se espera que reciba tratamiento en la base del Brooke Army Medical Center.

## Condecoraciones
- Medalla de Servicio en la Defensa Nacional (2021)[17]
- Medalla al Servicio de Defensa de Corea (2022)[17]
- Cinta de servicio en el extranjero (2022)[17]